# 黃清溪
黃清溪，是一名台灣法學家。
黃清溪擁有國立臺灣大學法律系學士、慶應義塾大學法學博士學位。獲得博士學位後，他任教於日本，在母校及拓殖大學授課。其領域主要為商事法、国际经济法、公司法、國際貿易法、票據法。活躍於日本40餘年後，他始實現回台灣任教的心願。2000年8月，他擔任國立高雄大學財經法律學系首位系主任。屆齡退休後，他仍接兼任職，並堅持往返台灣及日本兩地授課。
黃老師的大學同學有司法院長賴浩敏、王澤鑑大法官。